# Le Rameau d'or (Turner)
Pour les articles homonymes, voir Le Rameau d'or.
Le Rameau d'or est une peinture à l'huile sur toile réalisée par le peintre anglais William Turner en 1834. Il représente l'épisode du rameau d'or de l'Énéide de Virgile. Il fait partie de la collection des musées Tate.

## Contexte
Le critique d'art John Ruskin décrit Le Rameau d'or comme une suite du tableau de Turner de 1823, La Baie de Baïes avec Apollon et Sibylle, basé sur le mythe d'Apollon et de la Sibylle de Cumes.

## Description
La peinture représente une scène du livre VI de l'Énéide, l'épopée de Virgile. Turner a utilisé la traduction anglaise de Christopher Pitt.  Dans cet épisode, le héros Énée veut entrer dans les Enfers pour consulter Anchise son père mort. La Sibylle de Cumes lui annonce qu'il doit offrir un rameau d'or d'un arbre sacré à Proserpine pour y entrer. La peinture montre le paysage autour du lac Avernus, où se trouve l'entrée des Enfers. La Sibylle se tient à gauche et tient une faucille et la branche coupée. Les Parques dansant en arrière-plan et un serpent au premier plan évoquent les mystères des Enfers. 

## Provenance
Le collectionneur Robert Vernon a acheté le tableau avant qu'il ne soit exposé publiquement. Il a été exposé à la Royal Academy of Arts en 1834. Vernon l'a donné à la National Gallery en 1847, et en 1929, il a été transféré à la Tate Britain.  Il reste dans la collection des galeries Tate, mais à partir de 2020 il n'est plus exposé. 

## Influence
L'historien des religions James George Frazer évoque la peinture dans son célèbre livre Le Rameau d'or (1890), qui étudie les points communs de nombreux mythes et pratiques religieuses. La peinture de Turner sert de frontispice et est abordée dans le paragraphe d'ouverture.